# アメリカ立法交流評議会
アメリカ立法交流評議会（American Legislative Exchange Council、ALEC）は、アメリカ合衆国の非営利団体。保守派の州議会議員や民間企業の代表者で構成され、法案の雛型を作成・共有し、議員の立法を支援している。
2014年9月22日、環境問題への姿勢を理由としてGoogle社が脱退した。